# Episodi di Sanctuary (prima stagione)
La prima stagione della serie televisiva Sanctuary è andata in onda negli Stati Uniti sul network Syfy, ex Sci Fi Channel, in contemporanea con il Canada (paese originario della serie), dal 3 ottobre 2008 al 5 gennaio 2009.
In Italia è andata in onda su Steel dal 16 novembre al 21 dicembre 2009.
| nº | Titolo originale           | Titolo italiano                      | Prima TV USA     | Prima TV Italia  |
| -- | -------------------------- | ------------------------------------ | ---------------- | ---------------- |
| 1  | Sanctuary for All (Part 1) | Un rifugio per tutti (prima parte)   | 3 ottobre 2008   | 16 novembre 2009 |
| 2  | Sanctuary for All (Part 2) | Un rifugio per tutti (seconda parte) | 3 ottobre 2008   | 16 novembre 2009 |
| 3  | Fata Morgana               | Fata Morgana                         | 10 ottobre 2008  | 23 novembre 2009 |
| 4  | Folding Man                | L'uomo flessibile                    | 17 ottobre 2008  | 23 novembre 2009 |
| 5  | Kush                       | Kush                                 | 24 ottobre 2008  | 30 novembre 2009 |
| 6  | Nubbins                    | I nubbini                            | 7 novembre 2008  | 30 novembre 2009 |
| 7  | The Five                   | I cinque                             | 14 novembre 2008 | 7 dicembre 2009  |
| 8  | Edward                     | Edward                               | 21 novembre 2008 | 7 dicembre 2009  |
| 9  | Requiem                    | Requiem                              | 5 dicembre 2008  | 14 dicembre 2009 |
| 10 | Warriors                   | I guerrieri                          | 12 dicembre 2008 | 14 dicembre 2009 |
| 11 | Instinct                   | Mai fidarsi                          | 19 dicembre 2008 | 21 dicembre 2009 |
| 12 | Revelations (Part 1)       | La rivelazione (prima parte)         | 29 dicembre 2008 | 21 dicembre 2009 |
| 13 | Revelations (Part 2)       | La rivelazione (seconda parte)       | 5 gennaio 2009   | 21 dicembre 2009 |